# Gindalbie
Gindalbie is een spookdorp in de regio Goldfields-Esperance in West-Australië.

## Geschiedenis
In 1895 vonden zowel de gebroeders Hayes als een goudzoeker genaamd Hoff goud in de streek. Er ontwikkelde zich verscheidene mijnen en een dorp dat Hayes New Find, South Gippsland of Vosperton werd genoemd. Vosperton naar F.C.B. Vosper, de uitgever van de Coolgardie Miner die in mei 1897 voor het kiesdistrict North-East Coolgardie tot volksvertegenwoordiger werd verkozen.
In 1903 werd het plaatsje officieel gesticht. Het werd Gindalbie genoemd, een plaatselijke Aboriginesnaam. George Cooper was er eigenaar van 'The Pioneer Store', het 'South Gippsland Hotel' en een beenhouwerij. Tijdens de Eerste Wereldoorlog hield Gindalbie op te bestaan.

## 21e eeuw
Gindalbie maakt deel uit van het lokale bestuursgebied (LGA) City of Kalgoorlie-Boulder. Ook in de 21e eeuw wordt in de streek nog goud gedolven.

## Transport
Gindalbie ligt langs de slechts deels verharde Yarri Road, 650 kilometer ten oostnoordoosten van de West-Australische hoofdstad Perth, 126 kilometer ten zuidoosten van het aan de Goldfields Highway gelegen Menzies en 62 kilometer ten noordoosten van Kalgoorlie, de hoofdplaats van het lokale bestuursgebied waarvan het deel uitmaakt.

## Klimaat
Gindalbie kent een warm woestijnklimaat, BWh volgens de klimaatclassificatie van Köppen.